# Degolado-de-cabeça-vermelha
Degolado-de-cabeça-vermelha (Amadina erythrocephala) é uma espécie de ave passeriforme africana. Estima-se que se encontra numa extensão de 1 600 000 km².
É encontrada em Angola, Botswana, Lesoto, Namíbia, África do Sul e Zimbabwe.

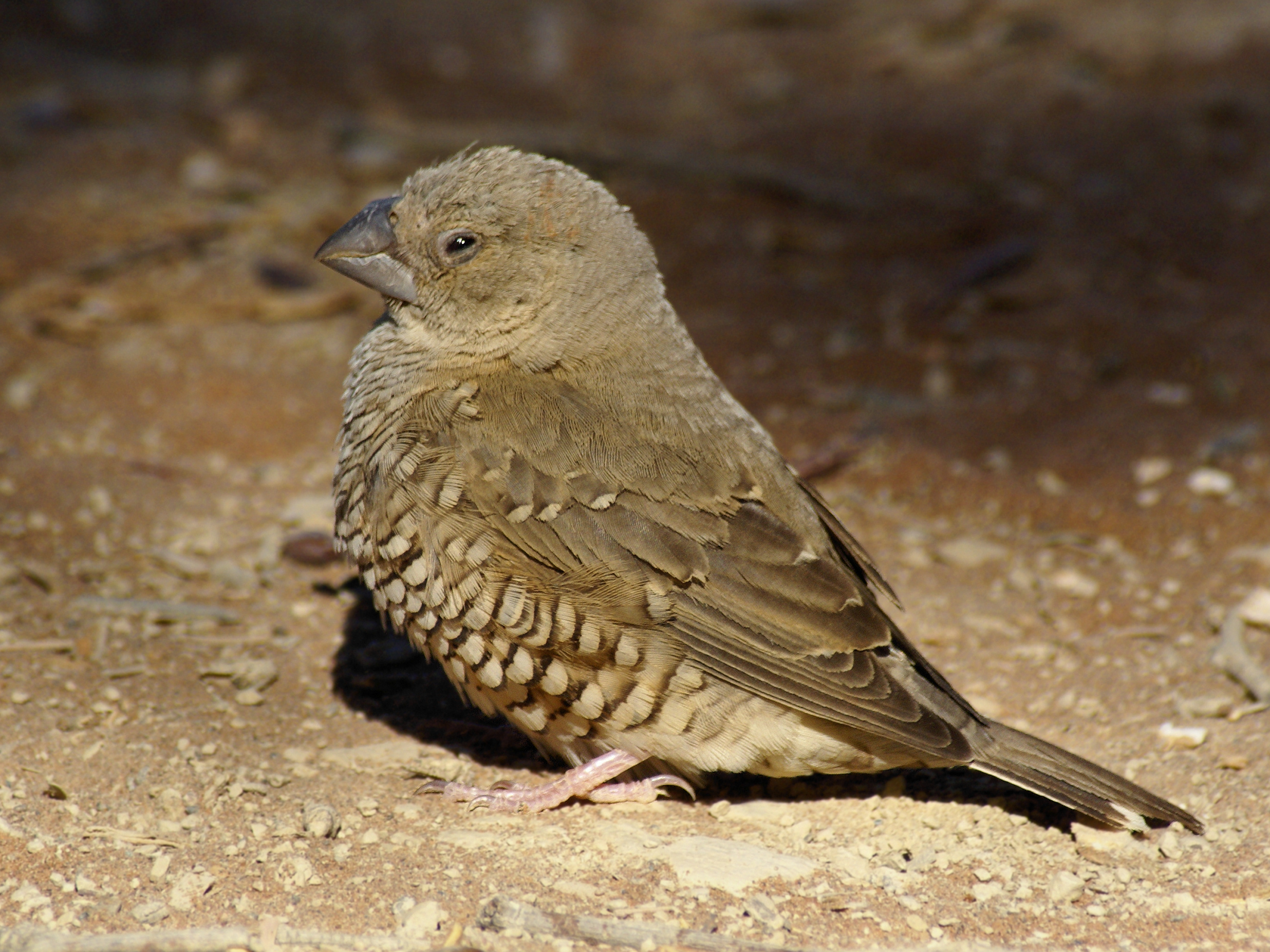
Fêmea de degolado-de-cabeça-vermelha